# Межница (Минская область)
Межница (бел. Мяжнiца) — деревня в Червенском районе Минской области. Входит в состав Колодежского сельсовета.

## Географическое положение
Находится примерно в 14 километрах к северо-востоку от райцентра и в 75 км от Минска, в 25 км от железнодорожной станции Гродзянка.

## История
В письменных источниках упоминается с XIX века на территории Игуменского уезда Минской губернии. На 1885 год имение Межница в составе Юровичской волости. Согласно переписи населения Российской империи 1897 года околица, где насчитывалось 5 дворов, проживали 42 человека. На начало XX века урочище, где было 4 двора и 84 жителя. На 1917 год деревня в 21 двор, где жили 167 человек. С февраля по декабрь 1918 года деревня была оккупирована немецкими войсками, с августа 1919 по июль 1920 — польскими. 20 августа 1924 года деревня вошла в состав вновь образованного Домовицкого сельсовета Червенского района (с 20 февраля 1938 — Минской области. Согласно Переписи населения СССР 1926 года в деревне было 25 дворов, проживали 165 человек. Во время Великой Отечественной войны деревня была оккупирована немцами в начале июля 1941 года, 14 её жителей не вернулись с фронта. Освобождена в начале июля 1944 года. 25 июля 1959 года в связи с упразднением Домовицкого сельсовета передана в Колодежский сельсовет. В 1980-е входила в состав совхоза «Домовицкий». По итогам переписи населения Белоруссии 1997 года в деревне было 17 жилых домов, проживали 25 человек. На 2013 год 6 круглогодично жилых домов, 8 постоянных жителей.

## Население
- 1897 — 5 дворов, 42 жителя
- начало XX века — 4 двора, 84 жителя
- 1917 — 21 двор, 167 жителей
- 1926 — 25 дворов, 165 жителей
- 1997 — 17 дворов, 25 жителей
- 2013 — 6 дворов, 8 жителей